# Episodi di È arrivata la felicità (seconda stagione)
La seconda stagione della serie televisiva È arrivata la felicità è stata trasmessa in Italia su Rai 1 dal 20 febbraio 2018 in prima serata, mentre dal 18 marzo dello stesso anno, è andata in onda la domenica pomeriggio, fino al 29 aprile.
| n. | Titolo                                   | Prima TV Italia  |
| -- | ---------------------------------------- | ---------------- |
| 1  | Quando siamo ritornati                   | 20 febbraio 2018 |
| 2  | Quando pensavi che avessi l'amante       | 20 febbraio 2018 |
| 3  | Quando lo sapevamo (quasi) solo noi      | 21 febbraio 2018 |
| 4  | Quando abbiamo perso il self control     | 21 febbraio 2018 |
| 5  | Quando volevi solo essere normale        | 27 febbraio 2018 |
| 6  | Quando mi hai preso per mano             | 27 febbraio 2018 |
| 7  | Quando ti ho portato al mare             | 7 marzo 2018     |
| 8  | Quando ho capito che mi amavi davvero    | 7 marzo 2018     |
| 9  | Quando hai cambiato acconciatura         | 13 marzo 2018    |
| 10 | Quando ho cominciato ad affidarmi troppo | 13 marzo 2018    |
| 11 | Quando mi hai fatto molto arrabbiare     | 18 marzo 2018    |
| 12 | Quando ti ho chiesto xdono               | 18 marzo 2018    |
| 13 | Quando mi sono messo a nudo per te       | 25 marzo 2018    |
| 14 | Quando abbiamo detto quattro sì          | 25 marzo 2018    |
| 15 | Quando abbiamo avuto paura               | 1º aprile 2018   |
| 16 | Quando ci siamo stretti                  | 1º aprile 2018   |
| 17 | Quando sognavo male                      | 8 aprile 2018    |
| 18 | Quando ho fatto bene a lasciarti sola    | 8 aprile 2018    |
| 19 | Quando ho sbroccato                      | 15 aprile 2018   |
| 20 | Quando ti ho ripreso per i capelli       | 15 aprile 2018   |
| 21 | Quando ti ho portato in Argentina        | 22 aprile 2018   |
| 22 | Quando ho detto la bugia                 | 22 aprile 2018   |
| 23 | Quando siamo stati molto immaturi        | 29 aprile 2018   |
| 24 | Quando abbiamo saputo                    | 29 aprile 2018   |

## Quando siamo ritornati

### Trama
Diretto da: Francesco Vicario
Scritto da: Stefano Bises, Ivan Cotroneo, Monica Rametta
Dopo averli lasciati felici e innamorati, dopo due anni e mezzo, ritroviamo Angelica e Orlando. I due sono alle prese con le difficoltà della vita quotidiana, con quattro adolescenti da gestire, il piccolo Andrea, il lavoro e le bollette, e sembrano aver smarrito la complicità che li legava.Nunzia e Pietro vivono nello studio di architettura mentre Valeria e Rita si uniscono in matrimonio.Durante una forte lite Angelica e Orlando in macchina finiscono in ospedale così Angelica scopre di avere un rigonfiamento 

## Quando pensavi che avessi l'amante

### Trama
Diretto da: Francesco Vicario
Scritto da: Stefano Bises, Ivan Cotroneo, Monica Rametta
Dopo le prime analisi, Angelica si sottopone a ulteriori esami per confermare o smentire la presenza di eventuali problemi legati alla sua salute. La donna è molto preoccupata, ma decide di non dire niente a nessuno finché non avrà i risultati. Il suo comportamento nei giorni successivi, tuttavia, insospettisce Orlando che comincia a credere che sua moglie abbia un altro.

## Quando lo sapevamo (quasi) solo noi

### Trama
Diretto da: Francesco Vicario
Scritto da: Stefano Bises, Ivan Cotroneo, Monica Rametta
In casa non si parla altro che della festa di diciotto anni di Bea e Laura e Orlando e Angelica, per non turbare il clima, decidono di tacere sulla malattia di lei. Nonostante cerchi di farsi forza per sostenere sua moglie, Orlando ha molta paura: teme, infatti, di rifare l'errore che fece da giovane quando Enrico, il suo migliore amico, si ammalò.

## Quando abbiamo perso il self control

### Trama
Diretto da: Francesco Vicario
Scritto da: Stefano Bises, Ivan Cotroneo, Monica Rametta
Mentre fervono i preparativi per il compleanno delle gemelle, Angelica, in un momento di debolezza, rivela alla madre di essere malata e che si dovrà sottoporre a pesanti terapie. Giovanna accetta la cosa con forza e invita anche il marito Giuseppe ad essere determinato e positivo. 

## Quando volevi solo essere normale

### Trama
Diretto da: Francesco Vicario
Scritto da: Stefano Bises, Ivan Cotroneo, Monica Rametta
Ora che tutti sanno della sua malattia, Angelica fa appello alla forza di tutti perché, nei limiti del possibile, le giornate proseguano normalmente, senza stravolgere la quotidianità. Nel frattempo, Francesca, una volta appresa la brutta notizia, fissa ad Angelica una visita con una sua cugina oncologa. 

## Quando mi hai preso per mano

### Trama
Diretto da: Francesco Vicario
Scritto da: Stefano Bises, Ivan Cotroneo, Monica Rametta
Angelica continua la chemioterapia e tutti, in casa, cercano di distrarsi per non pensare al peggio: Umberto decide di provare uno sport estremo mentre Laura esce con Emanuele e, durante un picnic, i due si baciano.

## Quando ti ho portato al mare

### Trama
Diretto da: Francesco Vicario
Scritto da: Stefano Bises, Ivan Cotroneo, Monica Rametta
Orlando è deciso a chiedere ad Angelica di sposarlo. Decide così di organizzare per la sua compagna una sorpresa romantica con un viaggio in Costiera Amalfitana.

## Quando ho capito che mi amavi

### Trama
Diretto da: Francesco Vicario
Scritto da: Stefano Bises, Ivan Cotroneo, Monica Rametta
Angelica e Orlando partono per il week-end sulla Costiera Amalfitana ma le cose non vanno come sperato dall’uomo: Angelica, infatti, rifiuta la richiesta di Orlando temendo che la proposta di matrimonio derivi dalla sua malattia.

## Quando hai cambiato acconciatura

### Trama
Diretto da: Francesco Vicario
Scritto da: Stefano Bises, Ivan Cotroneo, Monica Rametta
Angelica perde una ciocca di capelli e così, supportata da Valeria e Giovanna, decide di radersi a zero e indossare una parrucca. Orlando, intanto, scopre che Angelica ha invitato alle nozze anche il medico che la tiene in cura, Ravelli, e questo gli provoca un leggero moto di gelosia.

## Quando ho cominciato ad affidarmi troppo

### Trama
Diretto da: Francesco Vicario
Scritto da: Stefano Bises, Ivan Cotroneo, Monica Rametta
La gelosia di Orlando per il dottor Ravalli diventa sempre più forte e il fatto che Angelica si mostri sempre molto ansiosa di incontrare il medico non aiuta. Arrivato al limite di sopportazione, Orlando accusa sfacciatamente Angelica di avere un flirt con lui e lei reagisce dandogli uno schiaffo.

## Quando ti ho chiesto xdono

### Trama
Diretto da: Francesco Vicario
Scritto da: Stefano Bises, Ivan Cotroneo, Monica Rametta
Angelica raggiunge Orlando in campagna, dove lui sta supervisionando i lavori ad una villa, per chiedergli perdono e proporgli di passare la giornata insieme, da soli. Ormai è deciso: si sposeranno insieme a Nunzia e Pietro che, al settimo cielo, si danno da fare con i preparativi.

## Quando mi sono messo a nudo per te

### Trama
Diretto da: Francesco Vicario
Scritto da: Stefano Bises, Ivan Cotroneo, Monica Rametta
Manca pochissimo al matrimonio e nell’aria c’è grande trepidazione. Il giorno prima della cerimonia tutti i preparativi si concentrano sull’addio al nubilato organizzato da Nunzia a casa di Angelica: le donne sono tutte invitate e non sanno cosa aspettarsi. Valeria e Rita sembrano finalmente aver trovato un po’ di serenità mentre Francesca ha la testa tra le nuvole: vorrebbe lasciare la festa e andare da Luca.

## Quando abbiamo detto quattro sì

### Trama
Diretto da: Francesco Vicario
Scritto da: Stefano Bises, Ivan Cotroneo, Monica Rametta
Finalmente arriva il giorno del matrimonio. Ma c’è un imprevisto: dato che Valeria è in ritardo, Angelica è costretta a nominare sua testimone Francesca. Le famiglie si spostano al locale di Guido per festeggiare, ma non tutti si divertono come si sarebbe sperato. Valeria cerca di evitare Francesca che, alla fine, le chiede il motivo del suo comportamento, mentre anche Giovanna non è serena: non sa come comportarsi con Antongiulio che le ha chiesto di raggiungerlo a casa sua.

## Quando abbiamo avuto paura

### Trama
Diretto da: Francesco Vicario
Scritto da: Stefano Bises, Ivan Cotroneo, Monica Rametta
La mattina successiva al matrimonio, Orlando e Angelica sono in ospedale, dove Angelica dovrà restare una settimana in modo da riposarsi ed essere in forze per quando riprenderà la chemio. In ospedale Angelica conosce Caterina e subito stringe amicizia con lei. Orlando si sforza di essere il miglior padre possibile e cerca in tutti i modi di risollevare i ragazzi, spaventati per la situazione di Angelica.

## Quando ci siamo stretti

### Trama
Diretto da: Francesco Vicario
Scritto da: Stefano Bises, Ivan Cotroneo, Monica Rametta
In ospedale, Angelica riceve la visita della sua famiglia: la abbracciano forte, tutti insieme, tanto che la dottoressa è costretta a farli uscire e annullare le visite fino a nuovo ordine. Luca chiede a Francesca di vedersi, ma dopo aver visto quello che gli ha preparato nell’appartamento litigano pesantemente. Nel frattempo, Giuseppe cerca in tutti i modi di far tornare Giovanna a casa.

## Quando sognavo male

### Trama
Diretto da: Francesco Vicario
Scritto da: Stefano Bises, Ivan Cotroneo, Monica Rametta
Angelica è tornata a casa ma, rendendosi conto del fatto che la famiglia è riuscita ad andare avanti anche senza di lei, si sente inutile. Valeria e Rita combattono una piccola battaglia per fare in modo di risultare entrambe “genitori” nelle carte dell’asilo, mentre Giovanna e Giuseppe cercano di trovare un accordo per vivere serenamente insieme.

## Quando ho fatto bene a lasciarti sola

### Trama
Diretto da: Francesco Vicario
Scritto da: Stefano Bises, Ivan Cotroneo, Monica Rametta
Dispiaciuto per come si è comportato con Angelica, Orlando decide di simulare un’influenza, trasferirsi da Pietro e lasciare Angelica sola per qualche giorno, in modo che sua moglie possa capire di non essere per niente inutile. Camilla, la piccola di Rita e Valeria, finalmente viene alla luce e ad accompagnare le due mamme in ospedale è proprio Angelica. Quando Orlando lo viene a sapere, preoccupato che possa essersi affaticata, le confessa quanto si sente in colpa.

## Quando ho sbroccato

### Trama
Diretto da: Francesco Vicario
Scritto da: Stefano Bises, Ivan Cotroneo, Monica Rametta
Angelica sta aspettando i risultati degli esami per capire se potrà affrontare l’ultimo ciclo di chemioterapia, ma chi sembra soffrire di più l’attesa dell’esito sembra essere Orlando: è nervoso, agitato, scontroso con tutti, in primis con il fratello Pietro, messo letteralmente al muro dopo la scoperta dell’ipoteca sullo studio di cui Orlando non era a conoscenza.

## Quando ti ho ripreso per i capelli

### Trama
Diretto da: Francesco Vicario
Scritto da: Stefano Bises, Ivan Cotroneo, Monica Rametta
L’irrequietezza di Orlando è sotto gli occhi di tutti e, grazie ad un grosso spavento che si prende a causa di Pigi, l’architetto Mieli si rende conto di non essere stato il padre e il marito che desiderava. Fortunatamente la situazione rientra dopo che i risultati degli esami di Angelica sono pronti: il responso è positivo e la donna può affrontare l’ultimo ciclo di cura. Nel frattempo, Giovanna è davanti ad una scelta importante: tornare con Giuseppe oppure continuare la storia con Antongiulio?

## Quando ti ho portato in Argentina

### Trama
Diretto da: Francesco Vicario
Scritto da: Stefano Bises, Ivan Cotroneo, Monica Rametta
Valeria e Rita tornano a casa e sono accolte da una festa a sorpresa per la piccola Camilla organizzata da parenti e amici. Ci sono tutti tranne Francesca, che è ancora scossa per aver trovato Luca con un’altra. Angelica si prepara per l’ultimo ciclo di chemioterapia e Orlando ha deciso di starle accanto per portarla in un “posto” speciale.

## Quando ho detto la bugia

### Trama
Diretto da: Francesco Vicario
Scritto da: Stefano Bises, Ivan Cotroneo, Monica Rametta
Angelica deve cominciare il suo ultimo ciclo di chemio, ma qualcosa la turba: e se tutto questo non fosse bastato? Se il signor Hodgkin non se ne volesse andare? Presa dal panico, Angelica fa dietro front ed esce dall’ospedale, rifugiandosi in un parco insieme alla sorella Valeria, che ha chiamato per farsi aiutare. 

## Quando siamo stati molto immaturi

### Trama
Diretto da: Francesco Vicario
Scritto da: Stefano Bises, Ivan Cotroneo, Monica Rametta
Tutti devono affrontare un esame: Orlando e Angelica aspettano i risultati dell’ultimo ciclo di chemioterapia, Pietro e Nunzia devono affrontare i colloqui per l’adozione e Laura e Bea si stanno preparando per la maturità. Durante la festa per il battesimo di Camilla, Valeria fa la conoscenza della sorella di Luca, Gabriella, che con la sua eleganza e la sua bellezza sembra ammaliarla.

## Quando abbiamo saputo

### Trama
Diretto da: Francesco Vicario
Scritto da: Stefano Bises, Ivan Cotroneo, Monica Rametta
Mentre Orlando e Angelica continuano ad essere in tensione in attesa di notizie sulla salute di lei, il resto della famiglia si confronta con diversi problemi di cuore: Laura e Bea cercano di capire cosa fare della loro vita sentimentale, Pietro e Nunzia devono affrontare una notizia inaspettata e Valeria, da sempre fedele a Rita, deve tenere a bada i suoi desideri verso Gabriella. Arriverà la felicità per tutti?